# لا باين
لا باين (بالإنجليزية: La Pine, Oregon) هي مدينة تقع في بولاية أوريغون في الولايات المتحدة. تبلغ مساحة هذه المدينة 18.08 (كم²)، وترتفع عن سطح البحر 1291 م، بلغ عدد سكانها 1653 نسمة في عام 2010 حسب إحصاء مكتب تعداد الولايات المتحدة.

## التركيبة السكانية
قام مكتب تعداد الولايات المتحدة بتحديد بيانات التركيبة السكانية للا باينفي تعداد الولايات المتحدة. في ما يلي، التركيبة السكانية حسب تعدادي 2000 و2010.

### تعداد عام 2000
بلغ عدد سكان لا باز 489 نسمة بحسب تعداد عام 2000، وبلغ عدد الأسر 209 أسرة وعدد العائلات 136 عائلة مقيمة في البلدة. في حين سجلت الكثافة السكانية 948.6 نسمة لكل ميل مربع (366.3/كم2). وبلغ عدد الوحدات السكنية 225 وحدة بمتوسط كثافة قدره 436.5 نسمة لكل ميل مربع (168.5/كم2).
وتوزع التركيب العرقي للبلدة بنسبة 96.73% من البيض و 0.82% من الأمريكيين الأصليين و 0.20% من الأمريكيين الأفارقة و 1.23% من عرقين مختلطين أو أكثر.
بلغ عدد الأسر 209 أسرة كانت نسبة 30.6% منها لديها أطفال تحت سن الثامنة عشر تعيش معهم، وبلغت نسبة الأزواج القاطنين مع بعضهم البعض 45.9% من أصل المجموع الكلي للأسر، ونسبة 10.5% من الأسر كان لديها معيلات من الإناث دون وجود شريك، وكانت نسبة 34.9% من غير العائلات. تألفت نسبة 30.6% من أصل جميع الأسر من أفراد ونسبة 11.5% كانوا يعيش معهم شخص وحيد يبلغ من العمر 65 عاماً فما فوق. وبلغ متوسط حجم الأسرة المعيشية 2.84، أما متوسط حجم العائلات فبلغ 2.34.
بلغ العمر الوسطي للسكان 34 عاماً. وكانت نسبة 25.8% من القاطنين تحت سن الثامنة عشر، وكانت نسبة 10.6% بين الثامنة عشر والأربعة وعشرون عاماً، ونسبة 31.7% كانت واقعةً في الفئة العمرية ما بين الخامسة والعشرون حتى والأربعة وأربعون عاماً، ونسبة 21.7% كانت ما بين الخامسة والأربعون حتى الرابعة والستون، ونسبة 10.2% كانت ضمن فئة الخامسة والستون عاماً فما فوق. يوجد لكل 100 أنثى 102.1 ذكر، ويوجد لكل 100 أنثى في الثامنة عشر من عمرها فما فوق 96.2 ذكر.
بلغ متوسط دخل الأسرة في البلدة 37,961 دولار، أما متوسط دخل العائلة فبلغ 39,667 دولار. وكان متوسط دخل الذكور 30,089 دولار مقابل 21,083 دولار للإناث. وسجل دخل الفرد الخاص بالبلدة 16,658 دولار. وكانت نسبة 4.1% من العائلات ونسبة 5.2% من السكان تحت خط الفقر، وكان من هؤلاء نسبة 9.6% تحت سن الثامنة عشر ونسبة 4.2% في الخامسة والستين من العمر وما فوق.

### تعداد عام 2010
بلغ عدد سكان لا باين 1,653 نسمة بحسب تعداد عام 2010، وبلغ عدد الأسر 698 أسرة وعدد العائلات 412 عائلة مقيمة في المدينة. في حين سجلت الكثافة السكانية 236.8 نسمة لكل ميل مربع (91.4/كم2). وبلغ عدد الوحدات السكنية 942 وحدة بمتوسط كثافة قدره 135.0 لكل ميل مربع (52.1/كم2).
وتوزع التركيب العرقي للمدينة بنسبة 93.5% من البيض و 1.1% من الأمريكيين الأصليين و 0.2% من الأمريكيين ذوي الأصول الآسيوية و 0.1% من سكان جزر المحيط الهادئ و 0.2% من الأمريكيين الأفارقة و 3.0% من عرقين مختلطين أو أكثر.
بلغ عدد الأسر 698 أسرة كانت نسبة 28.5% منها لديها أطفال تحت سن الثامنة عشر تعيش معهم، وبلغت نسبة الأزواج القاطنين مع بعضهم البعض 42.6% من أصل المجموع الكلي للأسر، ونسبة 11.6% من الأسر كان لديها معيلات من الإناث دون وجود شريك، بينما كانت نسبة 4.9% من الأسر لديها معيلون من الذكور دون وجود شريكة وكانت نسبة 41.0% من غير العائلات. تألفت نسبة 31.2% من أصل جميع الأسر من أفراد ونسبة 15.5% كانوا يعيش معهم شخص وحيد يبلغ من العمر 65 عاماً فما فوق. وبلغ متوسط حجم الأسرة المعيشية 2.87، أما متوسط حجم العائلات فبلغ 2.30.
بلغ العمر الوسطي للسكان 43.6 عاماً. وكانت نسبة 22.4% من القاطنين تحت سن الثامنة عشر، وكانت نسبة 6.8% بين الثامنة عشر والأربعة وعشرون عاماً، ونسبة 22.7% كانت واقعةً في الفئة العمرية ما بين الخامسة والعشرون حتى والأربعة وأربعون عاماً، ونسبة 30.4% كانت ما بين الخامسة والأربعون حتى الرابعة والستون، ونسبة 17.8% كانت ضمن فئة الخامسة والستون عاماً فما فوق. وتوزع التركيب الجنسي للسكان بنسبة 48.4% ذكور و51.6% إناث.

## وصلات خارجية
- www.ci.la-pine.or.us نسخة محفوظة 16 أبريل 2014 على موقع واي باك مشين.
- The US50 - Cities and Towns in Oregon State